# さまよう子宮
さまよう子宮（さまようしきゅう、英:wandering womb）とは、女性の体内において子宮がさまざまな位置に移動することによって多数の病気が引き起こされるとする説である。主に古代ギリシアの医学において主張されていた説だが、その後何世紀にもわたってヨーロッパの医学界や、一般的な思想にまで普及したことによって根強く残っている。この概念はイギリスの医師であるエドワード・ジョーデンが1603年に出版した『Suffocation of the Mother』によって一般化された。この書籍は「さまよう子宮」を主要なトピックとして取り上げた最初の英語の本であった。

## 起源
「さまよう子宮」の信仰は古代ギリシアにおいて多くみられる。この概念がエジプトで誕生したと主張する学者もいたが、現在では間違いであると証明されている。2世紀にカッパドキアの医師として活動したアレタイオスは、この概念に言及している。アレタイオスの説明によれば、女性の体内で子宮が体の中を浮遊することがあるという。1800年代に古代の医療文献を翻訳していたフランシス・アダムスによれば、こう記述されているという。
女性のわき腹の中央にあるとされる子宮は、動物のそれによく似た内臓である。子宮は腹のなかをあちこち勝手に移動する。上の方では胸郭の軟骨にまで、また右や左、あるいは斜めに移動して肝臓や脾臓にまで達する。下方への移動は言うまでもない。一言で説明すれば、全くもって不規則な臓器である。子宮は芳しい香りを好むため、良い香りの方に移動する。対照的に、腐った臭いを嫌うために悪臭からは逃げるように行動する。全体的に言うならば、子宮は動物の中に存在する動物のようである。
ここで「動物の中に存在する動物のようである」と約されているギリシア語は、「生き物の中に別の生き物がいるようである」と訳したほう理解しやすい。このような体内を自由自在に移動する子宮というイメージは、やがて香りを使用して子宮を意図的に移動させるという「治療法」までもを生み出した。ギリシアでは古くからこのような文化が存在していたことが知られているが、紀元前5世紀から4世紀にかけて、ヒポクラテスの名を冠した文献が最古の記録として残っている。その文献によれば、子宮が体内の液体を求めて移動した先において病気が現れるとされていた。

## 批判
このようなイメージが根強く残っていた古代ギリシアであったが、とはいえ批判がなかったわけではない。2世紀に活動した古代ギリシアの医師であるエフェソスのソラノスは「さまよう子宮」説を批判していた。ソラノスは「ヒステリー性窒息」と呼ばれていた子宮に起因する窒息とされていた症状について記述し、「子宮は香ばしい匂いに近づいたり、悪臭から離れたりするようなものではなく（それは隠れ家から出てきた野獣のような喩えだ）、炎症によって引き起こされる狭窄が原因である」とした。アレタイオスは子宮を「動物」のようであるとしたが、ソラノスは批判的に「野獣」という言葉を使った。また、古代ギリシア医学の権威であったガレノスの考えによれば、子宮は基本的には静止している臓器であって、そこで起こる症状は子宮に何かしらの物質が蓄積することによって引き起こされると主張していた。ソラノスは婦人科学の権威であり、ガレノスは中世からルネッサンス時代にまで1500年以上の影響を与えた医学者であった。このような歴史的事実からみても、アレタイオスの「さまよう子宮」説は同時代の医師においても少数派であったことがわかる。しかしながら「さまよう子宮」説への信仰はその後も脈々と続いていった。

## ヒステリー
子宮が移動することによってヒステリーが引き起こされるという思想は、古代ギリシアで重要視されていた疾患である「ヒステリー性窒息」から発展した。17世紀に顕微鏡が発明され、19世紀に細胞の構造が解明されるにつれて、医学者たちは解剖学への理解を深めていった。ジークムント・フロイトが提唱した無意識の理論において説明がなされた「心の中の心」という概念は、「動物の中に存在する動物」という考えと類似している。
『Suffocation of the Mother』の著者であるエドワード・ジョーデンは、若い女性にみられる不可思議な医学的現象の説明として頻繁にヒステリーという概念を使用した。書籍内において、女性が歌うこと、笑うこと、泣くこと、首を絞めることなどは全てヒステリーが原因であると説明した。また、ジョーデンは子宮が体内を移動することによって引き起こされるヒステリーこそが当時問題になっていた魔術の元凶であると断定した。その結果、ヒステリーの専門家として魔術関連の裁判を主催していた。
「さまよう子宮」や「ヒステリー」という言葉は、現代医学においては使用されない。

## 関連記事
- 古代ギリシア医学
- 古代の出産と産科医療（英語版）
- 骨盤臓器脱
- 婦人科学
- 医学研究（英語版）
- 医学における女性（英語版）